# 鳩野宗巴
鳩野 宗巴（はとの そうは）は、日本の医師。1世から10世までが同じ名を受け継いで活動していたが、1世と8世が特に有名である。
1世は禁を犯してオランダに渡航し、医学を学んだという。
8世は熊本城下で医術を業としていたが、西南戦争時、1877年2月23日薩軍の治療強要に対し官軍、薩軍一般庶民と別なく治療を引き受け実施した。戦後罪に問われたが、最終的に九州臨時裁判所から無罪判決を受けた。
各人物の詳細は以下に述べる。

## 1世

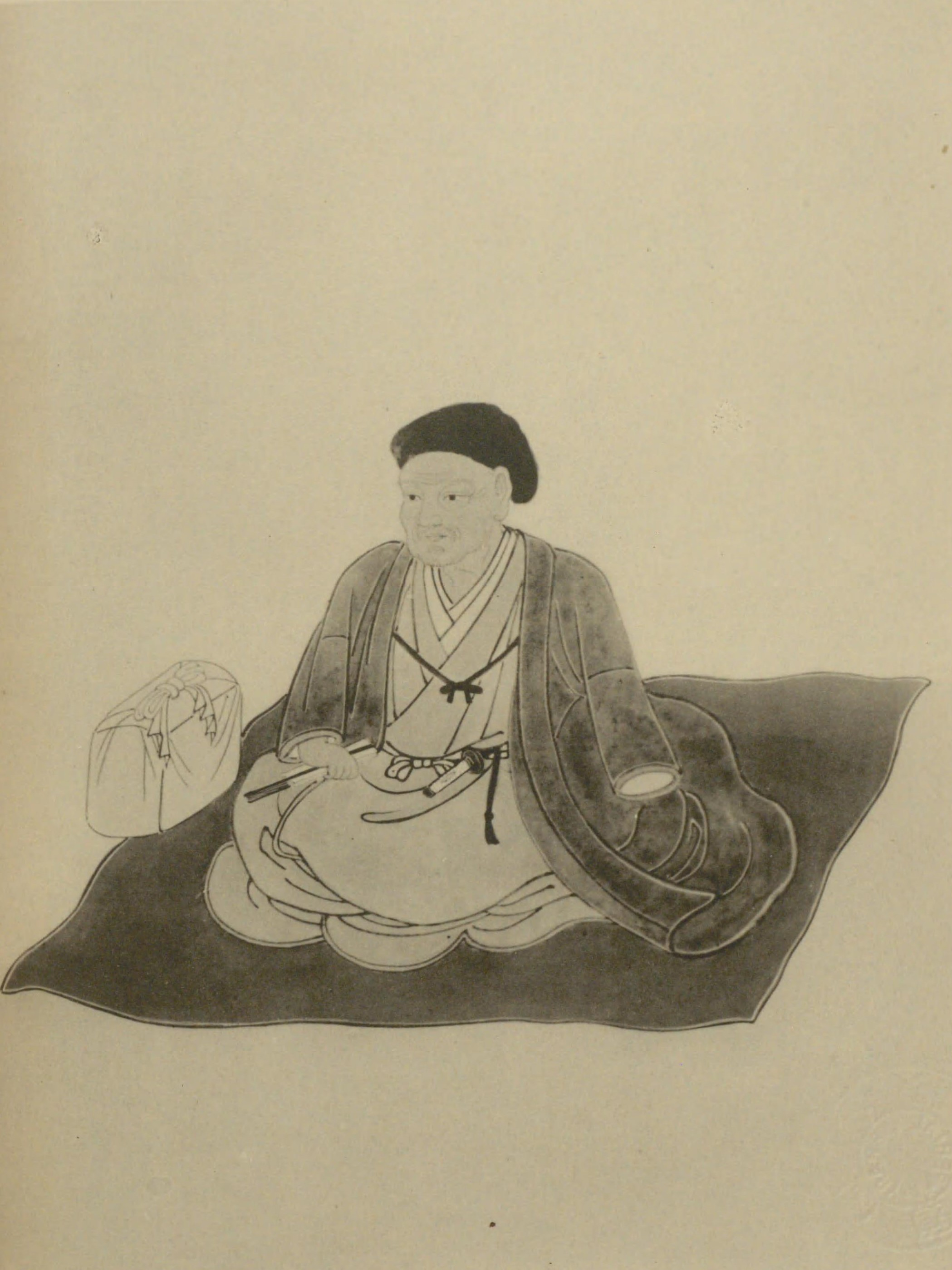
藤浪剛一『医家先哲肖像集』より鳩野宗巴

寛永18年（1641年）、長崎に生まれる。幼少の頃から出島のオランダ館に出入し外国事情に関心を抱く。
オランダに密出国し医師ポストーに医学を学んで帰国。その後南蛮医カスパルとアルマンスについて研鑽する。
佐賀藩主の飼鳩の負傷を治したので「鳩の医者」から転じ、藩主の命で中島姓から鳩野姓に改めた。出国のことは隠匿につとめ、8世が明治時代に明らかにした。なお、出国を証明する文書は存在しない。大坂に転じ、財をなす。以上は鳩野家文書による。
元禄10年閏2月8日（1697年3月30日）、大坂にて逝去。墓は不明。

## 2世 - 7世
- 1701年、2世、肥後熊本藩の細川綱利に招かれ40人扶持を賜る。
- 1815年、7世生まれる。後に豊後竹田にて華岡門下の十哲といわれた植村文建の門に入り、華岡流外科を学ぶ。私家塾「亦楽舎（えきらくしゃ）」では、他の私塾と異なり、外科を教えたのが特徴である。[2]

## 8世

熊本市北区にある鳩野宗巴（8世）の銅像

- 1844年、8世、熊本城下で生まれる。19歳で家督を継ぐ。
- 1868年、25歳。藩命で上野戦争に参加。熊本一番隊医長。横浜病院（軍事病院）で薩長土3藩の負傷兵300人の治療を担当した。功績により熊本藩より白銀3枚賞与。
- 1877年、34歳時、西南戦争に巻き込まれる。2月23日、熊本士族の薩軍の池辺吉十郎、宮崎八郎、中津大四郎より病院を設けて治療に従事すべしと強要を受ける。宗巴は「あなた方の負傷者は実にお気の毒だが、官軍の負傷者にも手が届かずいる者が多く、また戦争の余波で負傷した罪無き普通人も少なくない。医は仁術であるので、負傷者の治療はもとより応じましょう」と答え、池辺もこれを承服した。宗巴はさっそく同僚の藩医とともに、拝聖庵や亀井村（現在の清水町亀井）に仮病院を開いた。負傷者はたちまち200人に及び、近隣の学校、寺院や民家41戸を借り上げて病室とした。
  - その後征討軍本部から利敵行為の疑いで裁判を受けることになった。裁判の結果、「其方儀賊徒ノ為メ治療ヲナスト雖モ賊ニ与スル意ナキヲ以テ其ノ罪ヲ問ワズ 明治十年八月十一日 九州臨時裁判所」とされた。この文書は鳩野家に保存されている。
- 1881年、家塾「亦楽舎」（えきらくしゃ）廃止。学んだ医世 156名。
- 1885年、壺川小学校建築費を寄付。
- 1886年、熊本県庁建築費を寄付。
- 1890年、地震時に金のない者には無料で治療。
- 1892年、熊本貧児寮開所となる。進んで嘱託医となる。継続20年無報酬であった。
- 1903年、中風に罹る。
- 1915年、熊本市長より慈善家として表彰を受ける。
- 1917年3月8日、病没。墓は熊本市高麗門妙永寺にある。
- 1977年、熊本県近代文化功労者として表彰される。

### 遺訓
- 「世は名利に馳せ、医も亦これを学ぶ傾向あるは、はなはだ患うべし」
- 「医は素より仁恤をもって天職とする。故にかりそめにも其の天職を忘却するが如きはもっての外の癖事なり。」

## 赤十字運動のさきがけ
8世の行為に前後して、高松凌雲が箱館戦争時に負傷兵士を敵味方の別なく看護したり、西南戦争時に佐野常民が博愛社を設立したりするなど、日本における赤十字運動のさきがけともいえる活動が見られる。8世宗巴が顕彰されなかったのは、彼の行為を時の政府に報告する人を欠いたためとされる。

## 日本の赤十字活動発祥の地を顕彰する会
- 1998年（平成10年）にできたNPO法人で、宗巴の顕彰、資料案内板、宗巴の胸像、パンフレット製作などを行う。

## 文献
- 日本の赤十字活動発祥の地を顕彰する会『西南戦争と鳩野宗巴』、2007年
- 坂口寛治『八世鳩野宗巴の医療と福祉実践』 尚絅短期大学研究紀要 第27編、1995年
- 『肥後医育史』、1931年 - 鳩野家私塾について詳細。ただし、8世宗巴に関しては世間周知であるとして詳述していない。